# Lazy Love
Lazy Love è un brano musicale del cantante statunitense Ne-Yo, estratto come primo singolo dal suo terzo album in studio; R.E.D.. Pubblicato il 12 giugno del 2012 dalla Motown Records.

## Il brano

### Testo
Il brano è stato scritto interamente da Ne-Yo, e prodotto da Shea Taylor. Nella canzone il cantante parla di come il suo rapporto con una ragazza lo porti sempre a non fare nulla, poiché il loro rapporto lo rende pigro, nella canzone il cantante tocca più volte l'argomento della sessualità.

## Video musicale
Il video musicale della canzone inizia con una scena dove si vede il cantante in uno sfondo acquatico, la scena successiva mostra Ne-Yo prepararsi per uscire di casa, finché non incontra la ragazza nella stanza accanto e finisce per andare a letto con lei, successivamente vengono mostrate scene dove i due si trovano in una piscina e in un prato, la scena finale è molto simile alla scena iniziale.

## Classifiche
| Classifica                         | Posizione più alta |
| ---------------------------------- | ------------------ |
| US Billboard Hot R&B/Hip-Hop Songs | 25                 |
| Stati Uniti                        | 114                |